# How to Blow a Billion
How to Bolw a billion é uma série do canal FX, onde homens procuram um tema qualquer de uma pessoa bilionária, por exemplo, o tema é rockeiro, assim procuram e "compram" as roupas, carros casas e máquinas mais caras que existem no mercado mundial.
Os temas podem variar de Rock'n Roll até Big Kid (Crianção).
O tema Big Kid consiste em comprar uma montanha russa de mais de 20 milhões de dólares (também mostram uma versão para pobres), um touro mecânico de 12 mil dólares, etc. O tema rockeiro mostra uma calça jeans de 50 mil dólares, uma lamborghini, uma casa em Beverly Hills e equipamentos de última geração, como um salão de gravação e uma lancha de Lenny Kravitz.